# فقدان الأطراف الأربعة
متلازمة فقدان الأطراف الأربعة (بالإنجليزية: Tetra-amelia syndrome) هو تشوه خلقي نادر جدا يورث كصفة جسدية متنحية، يتميز بعدم تكون الأطراف الأربعة، وقد يعاني المصاب بهذا المرض الوراثي من تشوهات أخرى في الوجه والجمجمة والأعضاء التناسلية وفتحة الشرج والحوض. وتنتج هذه المتلازمة عن طفرة في جين يسمى WNT3.

## الأعراض والعلامات
تتميز متلازمة فقدان الأطراف الأربعة بالغياب الكلي للأطراف الأربعة (الأرجل واليدين). وتتسبب هذه الحالة بالعديد من التشوهات في أماكن مختلفة من الجسم بما فيها الوجه، والجمجمة، والقلب، والأجهزة العصبية والهيكلية والتناسلية. وفي كثير من الحالات يولد المريض برئتين غير مكتملتين، مما يصعب عملية التنفس أو يجعلها مستحيلة. وبسبب هذه الأعراض الخطيرة جدًا، فإن أغلب الأطفال المصابين بمتلازمة فقدان الأطراف الأربعة يولدون ميتين، أو يموتون بعد الولادة بفترة قصيرة.

## الأسباب

### جين WNT3
استطاع الباحثون إيجاد طفرة في الجين WNT3 عند أشخاص من عائلة كبيرة مصابين بمتلازمة فقدان الأطراف الأربعة. ينتمي هذا الجين لعائلة جينات WNT والتي تلعب دورًا هامًا في تطور الجنين قبل الولادة. يقع الجين WNT3 عند الإنسان في الصبغي 17q12. ويعد البروتين الناتج من جين WNT3 ضروريًا لتطور الأطراف وتكون العديد من أجهزة الجسم الأخرى خلال تكون الجنين. وبالتالي، فإن طفرة في الجين WNT3 ستمنع الخلايا من إنتاج بروتين WNT3 ، والذي سيؤدي بالنهاية إلى منع تكون الأطراف وإلى التشوهات الخلقية الأخرى المرتبطة بهذا الخلل.

### الوراثة العائلية
في بعض العائلات، لم يجد العلماء طفرة جينية واضحة مسؤولة عن انتقال هذا المرض بين أفراد العائلة، إلا أنهم يؤكدون أن السبب المرجح لهذا الخلل عند تلك العوائل هو طفرة غير مكتشفة في جين WNT3 أو أحد الجينات المشابهة والمتعلقة بتكون الأطراف. عند معظم العائلات، فإن متلازمة فقدان الأطراف الأربعة تورث كصفة جسدية متنحية، وهذا يعني أن الجين المصاب يحمل على صبغي جسدي غير جنسي (الصبغي 17 ليس صبغيا جنسيًا)، إضافة إلى ذلك، فإن ظهور هذا الاختلال يتطلب وجود نسختين من الجين المصاب عند الشخص ليظهر أعراض هذه المتلازمة. غالبًا ما يحمل كل واحد من والدي الطفل المصاب بأمراض متنحية جينًا واحدًا حاملًا للمرض على الأقل، إلا أنهم لا يظهرون أية أعراض متعلقة بهذا الاختلال.

## إنتشار المرض
سجلت حالات قليلة جدًا لعوائل تظهر فيها متلازمة فقدان الأطراف الأربعة. حسب دراسة أجريت عام 2011 من قبل بيرميخو سانسيز، فإن نسبة حدوث هذه المتلازمة هو 1 من كل 71000 حالة حمل.

## أشخاص مصابون بالمرض
- نيك فيوتتش
- فيوليتا، مؤدية عروض
- جوان أوريوردان